# Santuario de vida silvestre Marisma de Agusan
El Santuario de vida silvestre Marisma de Agusan es un área protegida en las Filipinas decretada por el expresidente Fidel V. Ramos Aña. El pantano actúa como una esponja, ya que está ubicado en las aguas medias de la cuenca de drenaje del río Agusan. Dentro de sus lagos, se pueden encontrar varias comunidades flotantes. El santuario es el hogar del cocodrilo marino de 6,4 metros llamado Lolong , actualmente el cocodrilo en cautiverio más grande del mundo.
Aña
El pantano de Agusan es uno de los humedales más importantes ecológicamente en las Filipinas. Se encuentra en el corazón de la cuenca Agusan de Mindanao, cuya vasta extensión de pantanos cubre un área aproximadamente del tamaño de la Gran Manila.